# خط زمني لتاريخ السودان
يتضمن الخط الزمني لتاريخ السودان التغييرات القانونية والإقليمية الهامة والأحداث السياسية في السودان ودولها السابقة. ولقراءة المزيد عن خلفية هذه الأحداث انظر إلى تاريخ السودان. وانظر لقائمة حكام ورؤساء الدولة في السودان وقائمة برؤساء السودان.

## القرن 19
| السنة | التاريخ | الحدث                                                                      |
| ----- | ------- | -------------------------------------------------------------------------- |
| 1881  |         | الثورة المهدية. بداية الحرب ضد المملكة المتحدة ومصر                        |
| 1899  |         | وقوع السودان تحت السيادة المشتركة لكل من الخديوية المصرية والمملكة المتحدة |

## فهرس
- Benjamin Vincent (1910)، "Soudan"، Haydn's Dictionary of Dates (ط. 25th)، London: Ward, Lock & Co. – عبر HathiTrust
- "Sudan". Political Chronology of Africa. Political Chronologies of the World. روتليدج. 2001. ص. 401+. ISBN:0203409957. مؤرشف من الأصل في 2023-02-13.
- Abdel Salam Sidahmed؛ Alsir Sidahmed (2004). "Chronology". Sudan. Routledge. ISBN:978-1-134-47947-4. مؤرشف من الأصل في 2022-06-10.
- Peter Woodward (2011). "Sudan". في Andreas Mehler؛ وآخرون (المحررون). Africa Yearbook: Politics, Economy and Society South of the Sahara in 2010. Koninklijke Brill. ج. 7. ص. 387+. ISSN:1871-2525. مؤرشف من الأصل في 2022-09-20.
- Robert S. Kramer؛ وآخرون (2013). "Chronology". Historical Dictionary of the Sudan (ط. 4th). Scarecrow Press. ISBN:978-0-8108-7940-9. مؤرشف من الأصل في 2023-02-02. {{استشهاد بكتاب}}: Explicit use of et al. in: |مؤلف1= (مساعدة)
- Peter Woodward (2013). "Sudan". في Andreas Mehler؛ وآخرون (المحررون). Africa Yearbook: Politics, Economy and Society South of the Sahara in 2012. Koninklijke Brill. ج. 9. ص. 398+. ISSN:1871-2525. مؤرشف من الأصل في 2022-07-24.